# Perizoma mixticolor
Perizoma mixticolor là một loài bướm đêm trong họ Geometridae.